# Покрајина Сеговија
Покрајина Сеговија (шп. Provincia de Segovia) је покрајина Шпаније у аутономној заједници Кастиља и Леон. Главни град је Сеговија.